# رادار (أغنية)
«رادار» (بالإنجليزية: Radar) هي أغنية للمغنية الأمريكية بريتني سبيرز، من ألبومها الخامس تعتيم. كان مخططاً أن تصدر الأغنية كمنفردة ثالثة من الألبوم، ولكن تم اختيار أغنية "بريك ذا آيس" بدلاً عنها، ثم كان مخططاً أن تصدر كمنفردة رابعة، ولكن تم إلغاء الإصدار لأن سبيرز بدأت بالعمل على ألبوم سيرك. تواجدت الأغنية في ألبوم سيركس كأغنية إضافية، وصدرت كالأغنية المنفردة الرابعة والأخيرة من الألبوم بتاريخ 22 يونيو، 2009.
موسيقياً «رادار» هي أغنية بوب إلكتروني، وتتحدث كلماتها عن الانجذاب بين رجل وامرأة، بينما تتسائل هي إن كان هو يعرف بما هي تشعر. إستقبلت الأغنية نقداً مختلطاً.
في الفيديو المرافق للأغنية، تظهر سبيرز تقود بإتجاه قصر بولو، حيث تخرج من السيارة، وتبدأ بالغناء بينما يرحب حبيبها بها. يمشي الاثنان في حظيرة، حيث يجلس لاعب بولو. يتبادل الاثنان النظرات لمدة قصيرة، وتبدأ بالغناء على شرفة، وهي تشاهد الرجل الآخر بواسطة نظارة مقربة. بينما تبدأ اللازمة بالانتهاء، يقترب حبيب سبيرز منها ويضع لها قلادة حول عنقها، كهدية مفاجئة. حتى نهاية اللازمة الثانية، نرى سبيرز تغني وتنظر إلى لاعب البولو بينما يستعد للمباراة. عندما يبدأ الجسر الموسيقي، تصل سبيرز إلى المباراة مرتدية ثوباً أبيض وقبعة كبيرة. تنظر إلى لاعب البولو من طرف كتفها وتقول: «لقد أعجبت بك، ولن أدعك ترحل». عندما تنتهي المباراة، تغادر سبيرز ويلحق بها الرجل الآخر، يتغازلان قليلاً ويغادران. يلاحظ حبيبها غيابها، ثم يلاحظ عقدها على الأرض ليستشيط غضباً. ينتهي الفيديو بسبيرز والرجل الآخر يمشيان باتجاه غروب الشمس.

## الوصلات الخارجية
- فيديو كليب "رادار" على يوتيوب